# 布吕斯克
布吕斯克（法語：Brusque，法語發音：[bʁysk]）是法国阿韦龙省的一个市镇，属于米约区。

## 地理
布吕斯克（43°46'6"N, 2°56'59"E）面积36.18 平方千米，位于法国奧克西塔尼大區阿韦龙省，该省份为法国南部内陆省份，位于法國中央高原南部，北起顺时针与康塔爾省、洛泽尔省、加尔省、埃罗省、塔恩省、塔恩-加龙省和洛特省接壤。
与布吕斯克接壤的市镇（或旧市镇、城区）包括：杜尔杜河畔阿尔纳克、卡马雷斯、法耶、梅拉格、珀和库富勒、托里亚克-德卡马雷斯、韦布尔河畔米拉。

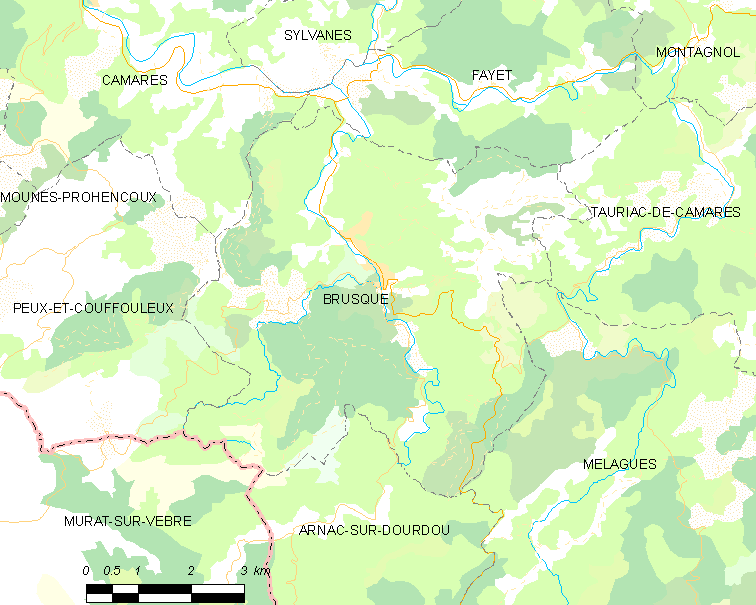
布吕斯克的OSM定位图

布吕斯克的时区为UTC+01:00、UTC+02:00（夏令时）。

## 行政
布吕斯克的邮政编码为12360，INSEE市镇编码为12039。

## 政治
布吕斯克所属的省级选区为科斯-鲁日耶县。

## 人口

1962-2008年间布吕斯克人口变化图示

布吕斯克于2022年1月1日时的人口数量为259人。